# Bandar Pasir Mandoge (plaats)
Bandar Pasir Mandoge is een bestuurslaag in het regentschap Asahan van de provincie Noord-Sumatra, Indonesië. Bandar Pasir Mandoge telt 6703 inwoners (volkstelling 2010).